# Laguna Negra (Paraguay)
Comunidad Indígena Laguna Negra (conocido simplemente como Laguna Negra) es una localidad del Departamento de Boquerón, ubicada en el kilómetro 492 de la ruta PY09 "Transchaco", a unos 500 km de Asunción.
Administrativamente forma parte del distrito de Mariscal Estigarribia, ubicado a 38 km de distancia.
Cuenta con unos 800 habitantes aproximadamente, siendo la mayoría de ellos indígenas de la etnia Guaraní Occidental.